# Anabarhynchus semioccultus
Anabarhynchus semioccultus är en tvåvingeart som beskrevs av Lyneborg 2001. Anabarhynchus semioccultus ingår i släktet Anabarhynchus och familjen stilettflugor. Inga underarter finns listade i Catalogue of Life.